# Quería un millonario (película)
Quería un millonario (She Wanted a Millionaire) es una película norteamericana dirigida por John G. Blystone en 1932.

## Argumento
Jane (Joan Bennett), una muchacha pobre de Misuri, hija del ferroviario Miller (Douglas Cosgrove), quiere salir del infierno de Misuri y vivir entre riquezas y glamour. William (Spencer Tracy) está enamorado de ella, pero es un amor que no atrae a la codiciosa Jane. Como William quiere lo mejor para ella, le anima a entrar en un concurso de belleza. Jane gana el concurso y también el amor del millonario Roger Norton (James Kirkwood) con el que se va a su castillo, en Francia. Lamentablemente, Roger es un hombre terriblemente posesivo y una noche, en un ataque de locura intenta agredirla. Por suerte, él resbala y termina muerto. Jane regresa junto al hombre que realmente le ha amado.

## Reparto
- Joan Bennett como Jane Miller.
- Spencer Tracy como William Kelley.
- Una Merkel como Mary Taylor.
- James Kirkwood como Roger Norton.
- Dorothy Peterson como Sra. Miller
- Douglas Cosgrove como Sr. Miller
- Don Dillaway como Humphrey.
- Tetsu Komai como Charlie
- Lucille La Verne como Sra. Norton

## Enlaces de interés
- Quería un Millonario, en Internet Movie Database (en inglés)

- Datos: Q3959291